# Burs kyrka

Burs kyrka är en kyrkobyggnad på Gotland som tillhör Stånga-Burs församling i Visby stift.

## Kyrkobyggnaden
Kyrkan är uppförd av putsad kalksten och består av ett stort rakt avslutat kor med trefönstergrupp i öster, ett lägre, men bredare, långhus och ett torn med utskjutande sidogallerier i väster samt en sakristia på korets norra sida. Tornet har upptill murade gavlar med ljudgluggar åt fyra sidor, på vilka vilar en spetsig tornspira. Ingångar finns till långhuset från norr och söder, till tornet från väster och till koret från söder. Långhuset är kyrkans äldsta del, uppfört vid 1200-talets förra hälft, till detta uppfördes tornet vid 1200-talets mitt. Under 1300-talets förra hälft uppfördes det stora gotiska koret som en inledande etapp i uppförandet av en ny kyrka varvid långhuset förlängdes provisoriskt åt öster. Sakristian uppfördes sannolikt under senmedeltiden. Kyrkans ingångar har perspektiviska portaler. Alla är romanska utom korportalen, som är kyrkans största portal men ändå inte huvudingång. Den är försedd med rik figural utsmyckning i både hög och låg relief från korets byggnadstid. Invändigt täcks koret och ringkammaren av valv, medan långhuset har ett tredingstak av trä. I korfönstren finns glasmålningar. I östfönstren tre rutor från korets byggnadstid, i södra fönstret två rutor från 1600-talet. Söder om altaret står en märklig väggfast korbänk i kalksten med reliefprydda gavlar från korets byggnadstid. Altarskåpet är från 1400-talets förra hälft, i övrigt härrör den färgrika inredningen från 1700-talet. Den ståtliga predikstolen tillverkades av Johan Dunderhake 1756. På bänkdörrarna och infällda i långhustaket finns figurmålningar från 1706.
Kyrkan genomgick en omfattande, etappvis restaureraring 1960-1964.

## Inventarier
- Ett stort krucifix snidat i ek är från början av 1300-talet.
- Altarskåpet från 1400-talet förra hälft är snidat i ek och kommer från Lübeck i Tyskland. Predellan har välbevarade målningar som skildrar Jesu liknelse om de visa och de fåvitska jungfrurna (Matteus 25:1-13).
- Dopfunten tillverkades 1683 i Burgsvik.
- Predikstolen är utförd 1756 av Visbysnickaren Johan Dunderhake. Predikstolen från 1689 i Visby domkyrka har varit förebild.

### Orgel
- Den tidigare orgeln byggdes 1883 av Åkerman & Lund, Stockholm, med 7 stämmor.
- Orgeln byggdes 1969 av John Grönvall Orgelbyggeri och har 14 stämmor. Den är mekanisk.

| Huvudverk I   | Bröstverk II      | Pedal       | Koppel |
| Rörflöjt 8’   | Gedackt 8’        | Subbas 16’  | I/P    |
| Principal 4’  | Rörflöjt 4’       | Gedackt 8’  | II/P   |
| Täckflöjt 4’  | Principal 2’      | Koralbas 4' | II/I   |
| Waldflöjt 2’  | Nasat 1 1⁄3’      |             |        |
| Mixtur 3 chor | Scharf 2 chor     |             |        |
|               | Crescendosvällare |             |        |

## Bildgalleri

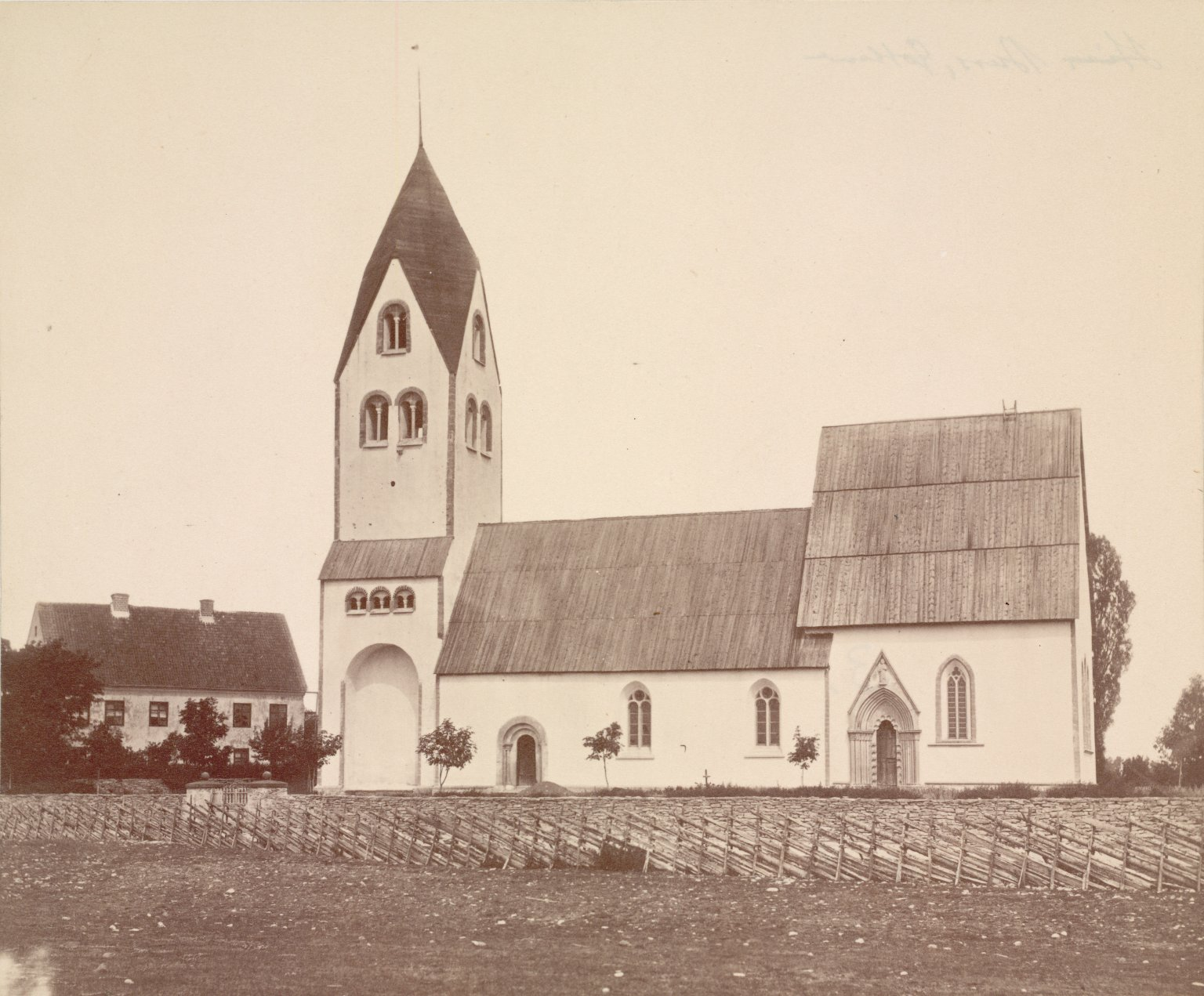
Burs kyrka, någon gång mellan 1865 och 1895.
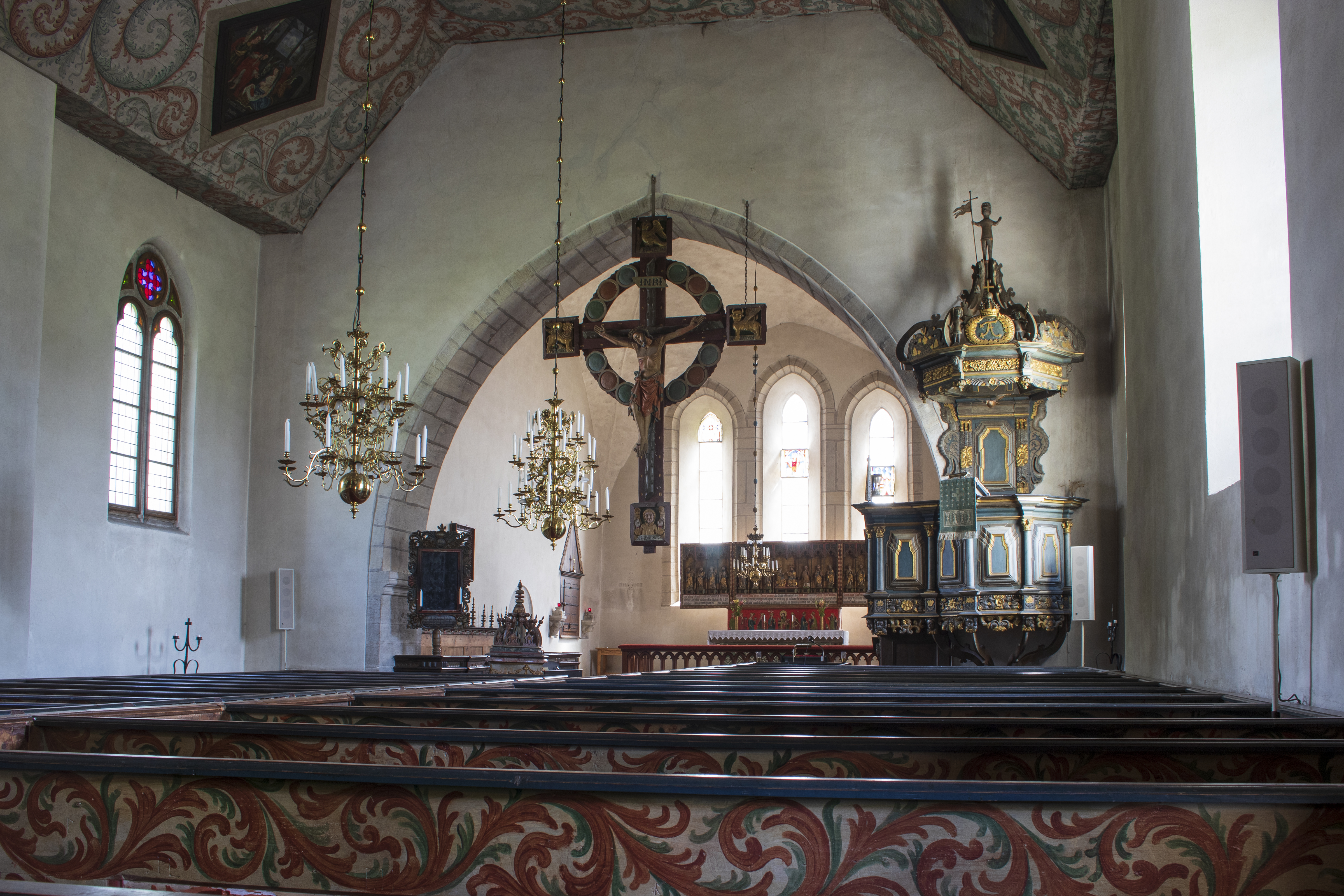
Interiör
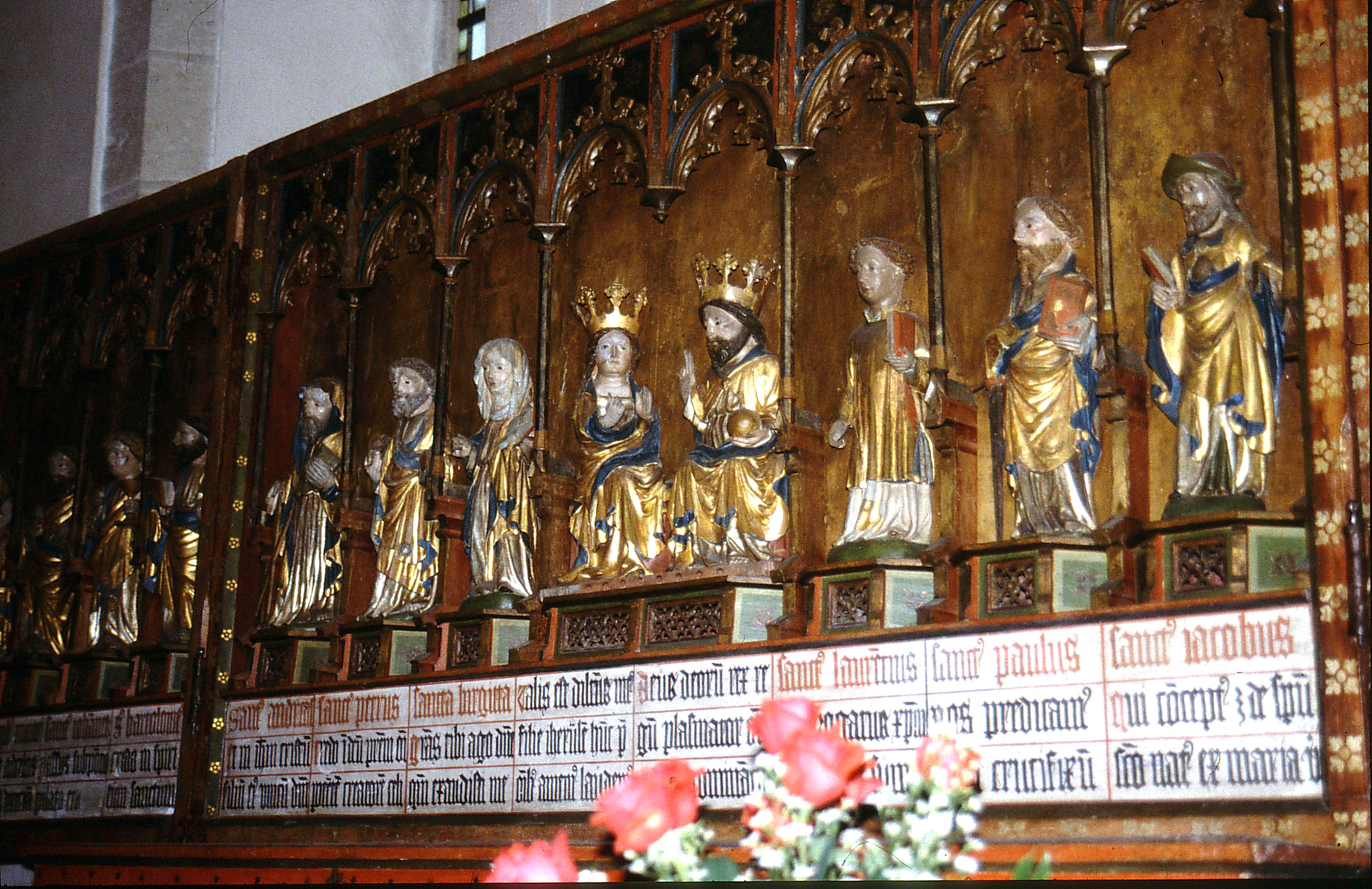
Altarskåpet från Lübeck 1400-talet
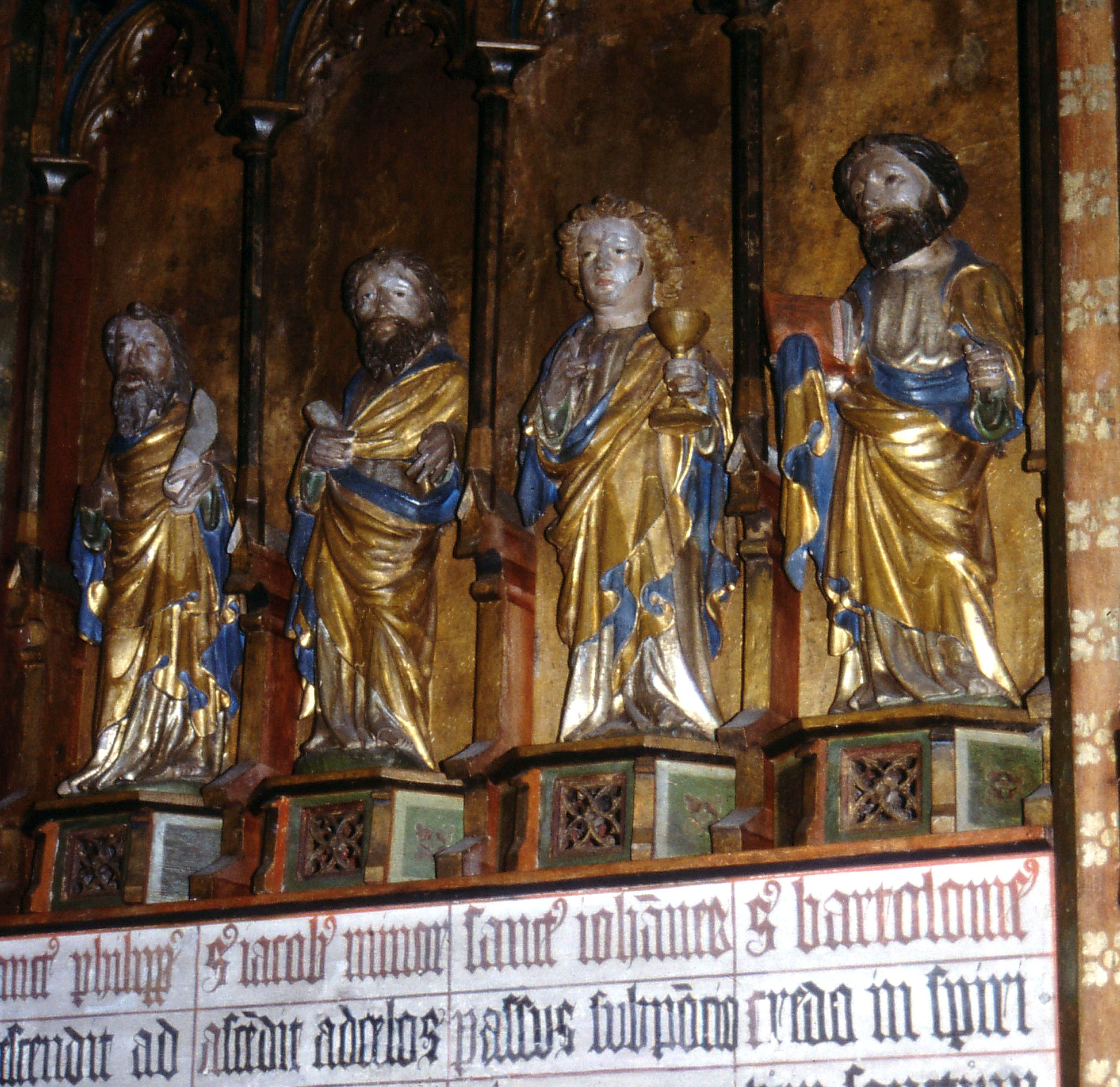
Apostlar
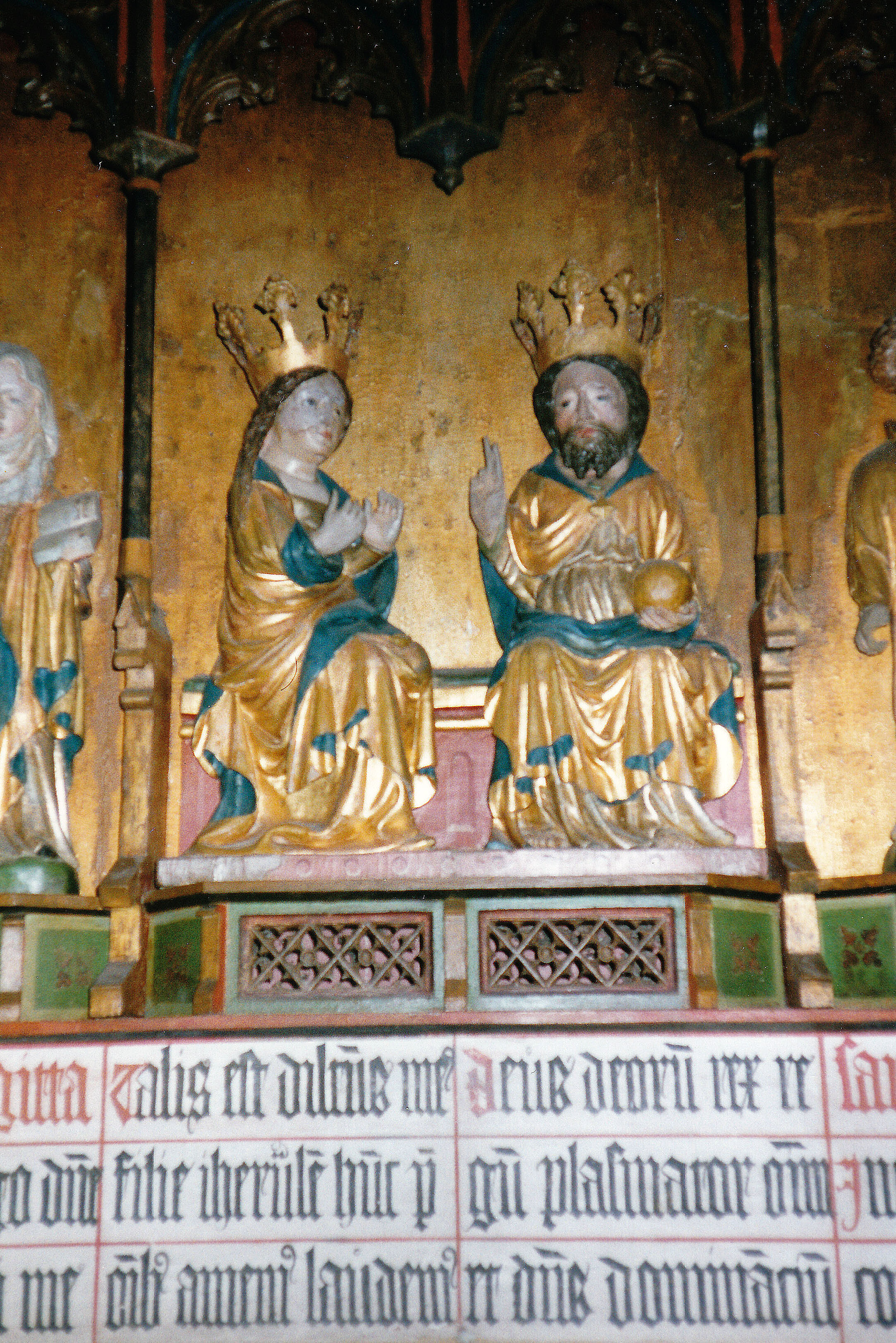
Kristus och Jungfru Maria
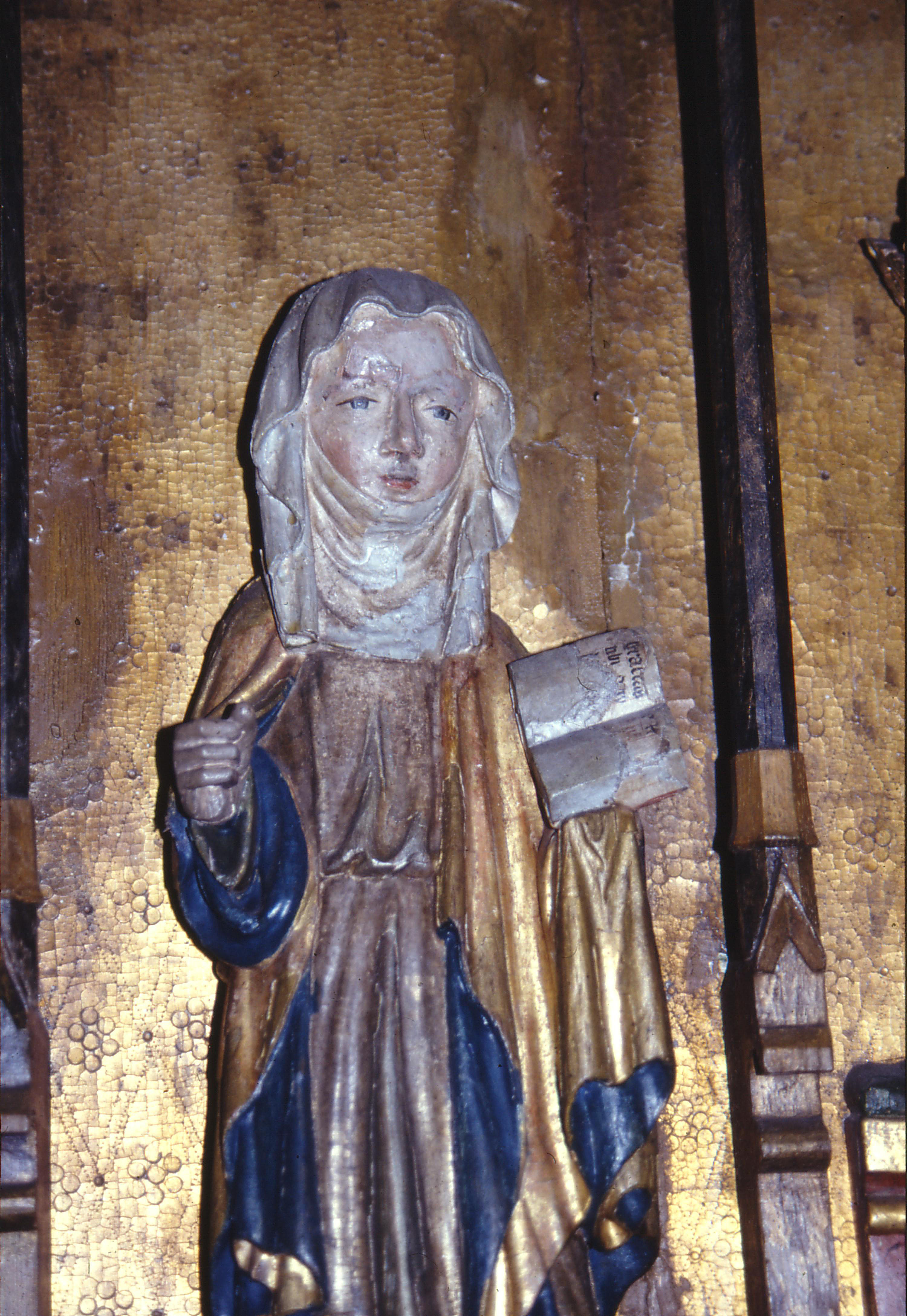
Heliga Birgitta
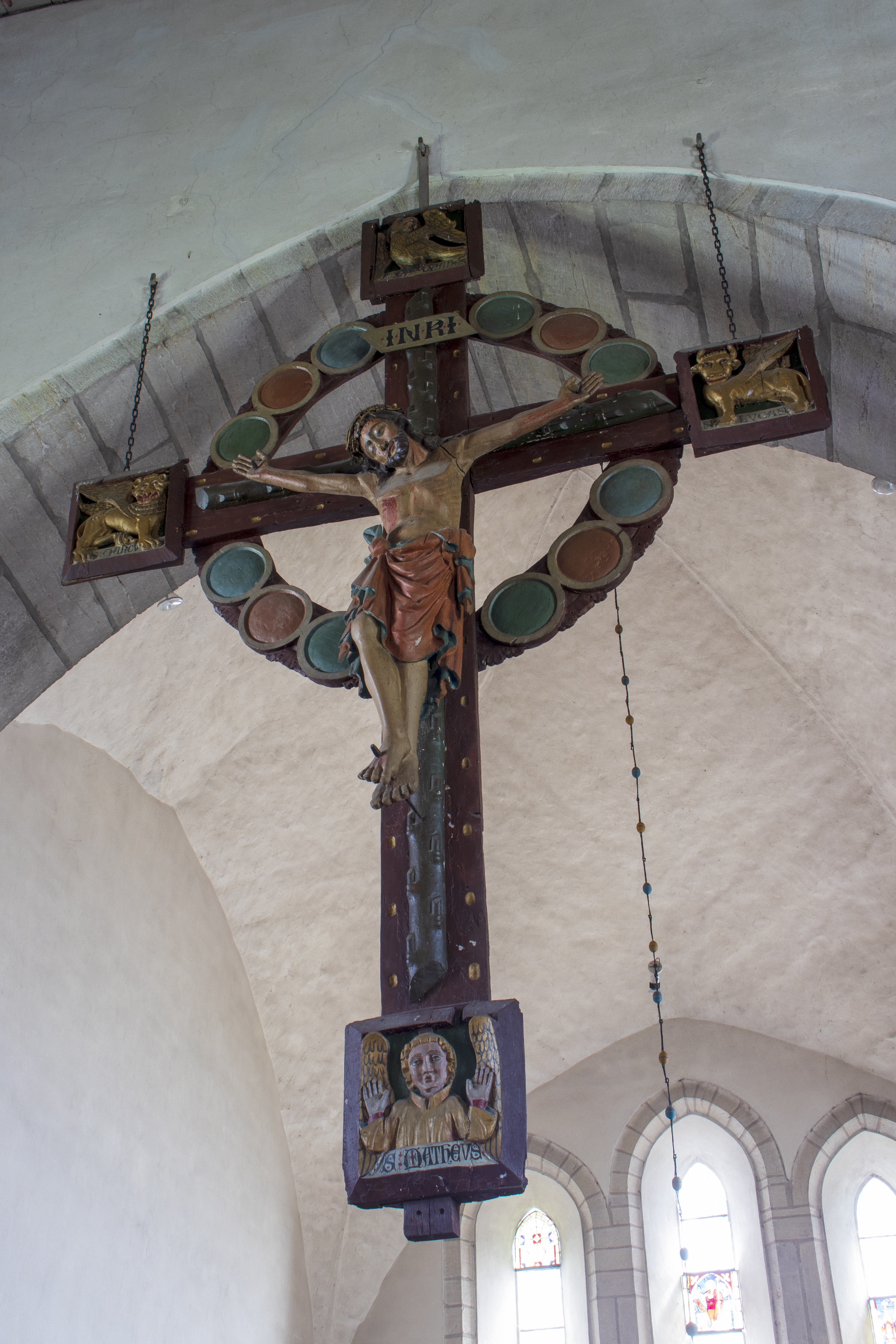
Triumfkrucifix
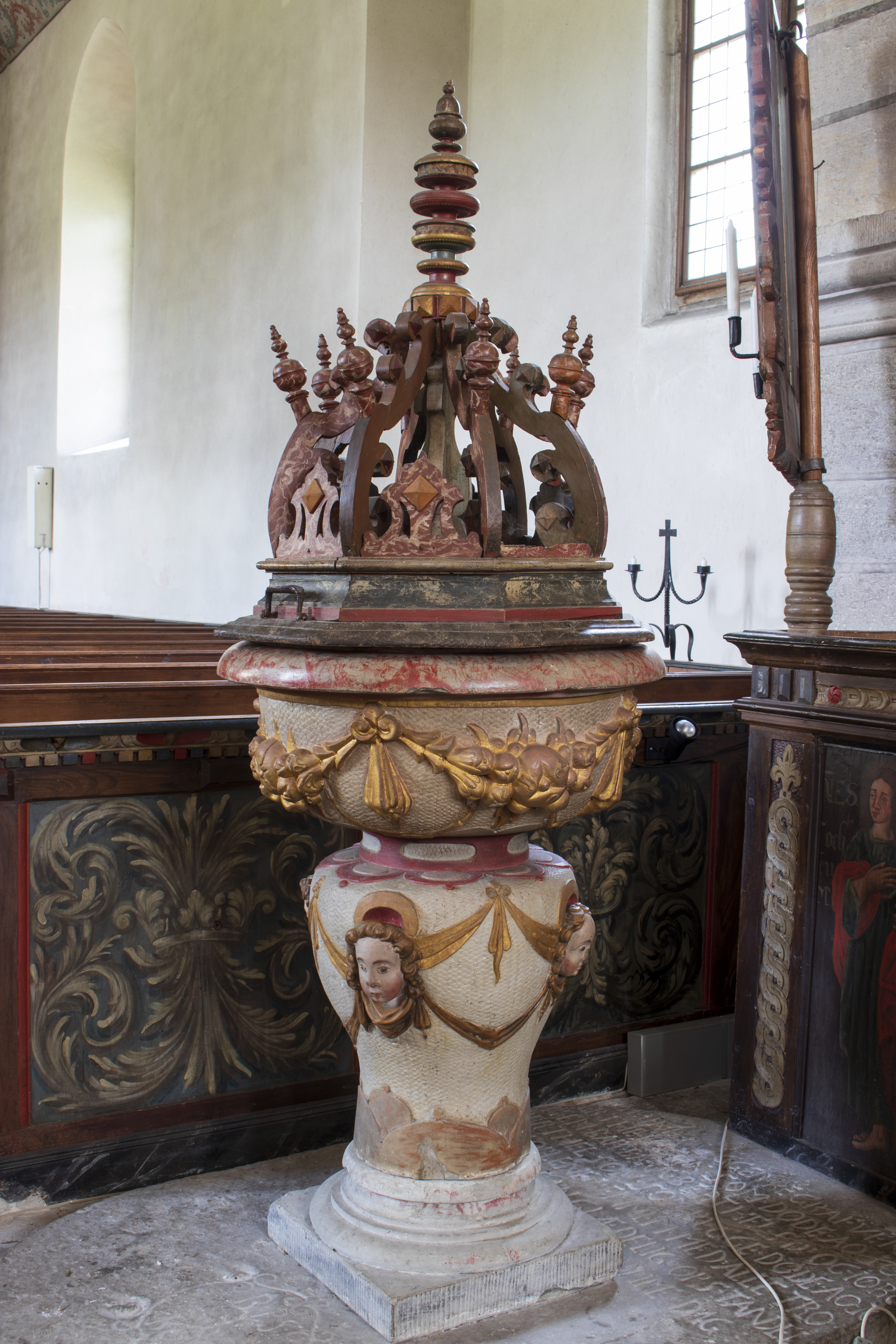
Dopfunt

## Omgivning
- Öster om kyrkan ligger en före detta skola.
- Väster om kyrkan ligger prästgården.
- Vid kyrkogårdsmurens norra del står en magasinsbyggnad från 1807.